# شهرستان آنیی
شهرستان آنیی (به لاتین: Anyi County) یک منطقهٔ مسکونی در چین است که در نانچانگ واقع شده‌است.